# عالم مارفل
عالم مارفل (بالإنجليزية: Marvel Universe)‏ هو العالم المشترك الخيالي الذي تقع فيه أحداث أغلب القصص المصورة الأمريكية والوسائط الأخرى التي يتم نشرها بواسطة مارفل إنترتينمنت. الأبطال الخارقون مثل الرجل العنكبوت، إكس مان والمنتقمون هم من هذا العالم.

## وصلات خارجية
- الموقع الرسمي